# Tarzan (film 1999)
Tarzan è un film d'animazione del 1999 diretto da Kevin Lima e Chris Buck. È il 37º Classico Disney animato secondo il canone ufficiale. La storia è tratta dal romanzo Tarzan delle Scimmie di Edgar Rice Burroughs; è il decimo ed ultimo film del Rinascimento Disney (1989-1999).
Il film è uscito nelle sale statunitensi il 18 giugno 1999 mentre in quelle italiane il 3 dicembre dello stesso anno. Ha ricevuto recensioni positive da parte della critica, che ha elogiato le sue performance vocali, la musica e l'animazione (in particolare le sue sequenze d'azione). Contro un budget di produzione di $ 130 milioni, il film ha incassato $ 448,2 milioni in tutto il mondo, diventando il quinto film di maggior incasso nel 1999.

## Trama
Anni 1890: una coppia di inglesi con il loro figlio neonato riescono a salvarsi da una nave in fiamme che sta per affondare e raggiungono le sponde di una giungla dell'Africa; con del legname ricavato dalla giungla e dei pezzi salvati dalla nave affondata, i due costruiscono una casa su un albero dove vivere con il loro figlio. Ma un giorno, un feroce leopardo di nome Sabor, attacca la casa e uccide i genitori. Fortunatamente, il neonato viene salvato da Kala, una femmina di gorilla, il cui cucciolo è stato anch'egli ucciso da Sabor, che aveva sentito piangere il bambino. Kala porta il bambino con sé nel suo branco di gorilla con l'intenzione di crescerlo come se fosse suo figlio. Kerchak, il capo del branco, nonché compagno di Kala, è contrario all'idea, ma alla fine accetta per mitigare il dolore di Kala per la scomparsa del loro cucciolo, senza considerare il bambino un figlio. Per via della sua pelle bianca, il neonato viene così chiamato nella lingua delle scimmie: Tarzan.
Il tempo passa e Tarzan cresce imparando a vivere con i gorilla e gli altri animali della giungla, fra cui l'esuberante gorilla femmina Terk e l'elefante ipocondriaco Tantor. Nonostante ciò, Tarzan si sente comunque "diverso" dagli altri animali sul piano fisico, intellettuale e sociale, e trattato da diverso, e non riesce a riconoscersi in nessun'altra specie. Alcuni anni dopo, Tarzan è ormai adulto. Un giorno, il suo branco di gorilla viene attaccato da Sabor, più affamato e feroce che mai: Kerchak tenta di difendersi, ma viene facilmente sopraffatto dal felino. A questo punto, Tarzan giunge in suo soccorso armato di una lancia che ha costruito e combatte con la belva, riuscendo a ucciderla e conquistandosi dunque il favore di tutti i gorilla compreso un riluttante Kerchak.
Poco dopo, la vita del branco di gorilla viene scossa dall'arrivo di un gruppo di esploratori provenienti dall'Inghilterra: esso è composto dal professor Porter, da sua figlia Jane e dalla loro guida, il cacciatore Clayton, di cui Tarzan si accorge. Dopo esser stata separata dal gruppo, Jane scatena involontariamente la rabbia di un branco di babbuini che iniziano a inseguirla: senza esitazioni, Tarzan la salva e rimane colpito dal suo aspetto, così simile al suo riconoscendo in lei un animale della sua stessa specie. Più tardi, Jane conduce Tarzan nell'accampamento del suo gruppo per studiarlo: anche il professor Porter e Clayton nutrono grande curiosità nei confronti dell'uomo-scimmia. Il primo lo fa per voler studiare questo "anello mancante" fra uomo e scimmia, mentre il secondo pensa di usare Tarzan allo scopo di scoprire dove si nascondo i gorilla per poterli catturare e rivendere a caro prezzo. Tarzan inizia a tralasciare gli amici per trascorrere il proprio tempo con gli esploratori, che gli insegnano a parlare e gli mostrano il mondo civilizzato degli umani, mentre lui stringe un profondo legame con Jane; Tarzan è però riluttante all'idea di condurli alla tana dei gorilla per via degli ammonimenti di Kerchak di non fidarsi degli umani.
Quando la nave cargo inglese giunge per riportare in Inghilterra i Porter, Clayton convince Tarzan a mostrare al gruppo dove si trovano i gorilla, dicendogli che così facendo Jane sarebbe rimasta. Così mentre Terk e Tantor distraggono Kerchak facendolo allontanare, Tarzan conduce gli esploratori al suo branco e fa conoscere loro i gorilla. Jane e suo padre sono entusiasti di interagire con le scimmie, ma proprio in quel momento Kerchak fa ritorno e preso dalla rabbia cerca di attaccarli. Tarzan è costretto a trattenere Kerchak con la forza per permettere agli umani di scappare: dopo esser stato accusato da Kerchak di aver tradito la fiducia sua e del branco di gorilla, Tarzan decide di abbandonare la giungla, scosso dalle sue azioni. Kala conduce Tarzan alla casa sull'albero dove lo aveva trovato e gli rivela la verità del suo passato: Tarzan capisce che le loro origini sono diverse, ma anche che i legami affettivi superano ogni barriera e che la considererà sempre come sua madre.
Il giorno seguente, mentre si preparano a partire per l'Inghilterra, Tarzan, Jane e Porter vengono improvvisamente assaliti da un gruppo di bracconieri guidati da Clayton, sotto il cui comando si impadroniscono della nave e in seguito partono per catturare il branco dei gorilla. Per fortuna, Terk e Tantor arrivano in soccorso di Tarzan e lo liberano, consentendogli di tornare nella giungla ad aiutare i gorilla: nello scontro che segue, i bracconieri vengono cacciati dagli animali della giungla, ma purtroppo Kerchak rimane ferito gravemente da una fucilata di Clayton. Tarzan combatte contro Clayton fra gli alberi ricoperti di liane. Appena Tarzan riesce a rompere in mille pezzi il fucile di Clayton, il cacciatore, furioso, sfodera il suo machete per uccidere Tarzan, ma rimane impigliato nelle liane; cercando di liberarsi, accecato dalla rabbia, Clayton taglia tutte le liane tranne quella che aveva attorcigliata al collo, Tarzan tenta di avvertirlo del pericolo che corre, ma è troppo tardi: Clayton precipita dall'albero e muore impiccato. Subito dopo, Tarzan torna da Kerchak, il quale poco prima di spirare per le ferite riportate, si scusa con lui, lo accetta come suo figlio e gli affida la sicurezza del branco.
Il mattino seguente, quando Jane e suo padre stanno per salpare, Tarzan afferma di dover restare con i gorilla, ora che è lui il loro capo. Quando la loro scialuppa si allontana dalla spiaggia il professor Porter incoraggia Jane di seguire l'uomo che ama, così lei scende dalla scialuppa per riunirsi a Tarzan e poco dopo anche il padre decide di seguirla. Jane e il professor Porter iniziano dunque la vita nella giungla con Tarzan e il suo branco di gorilla.

## Personaggi

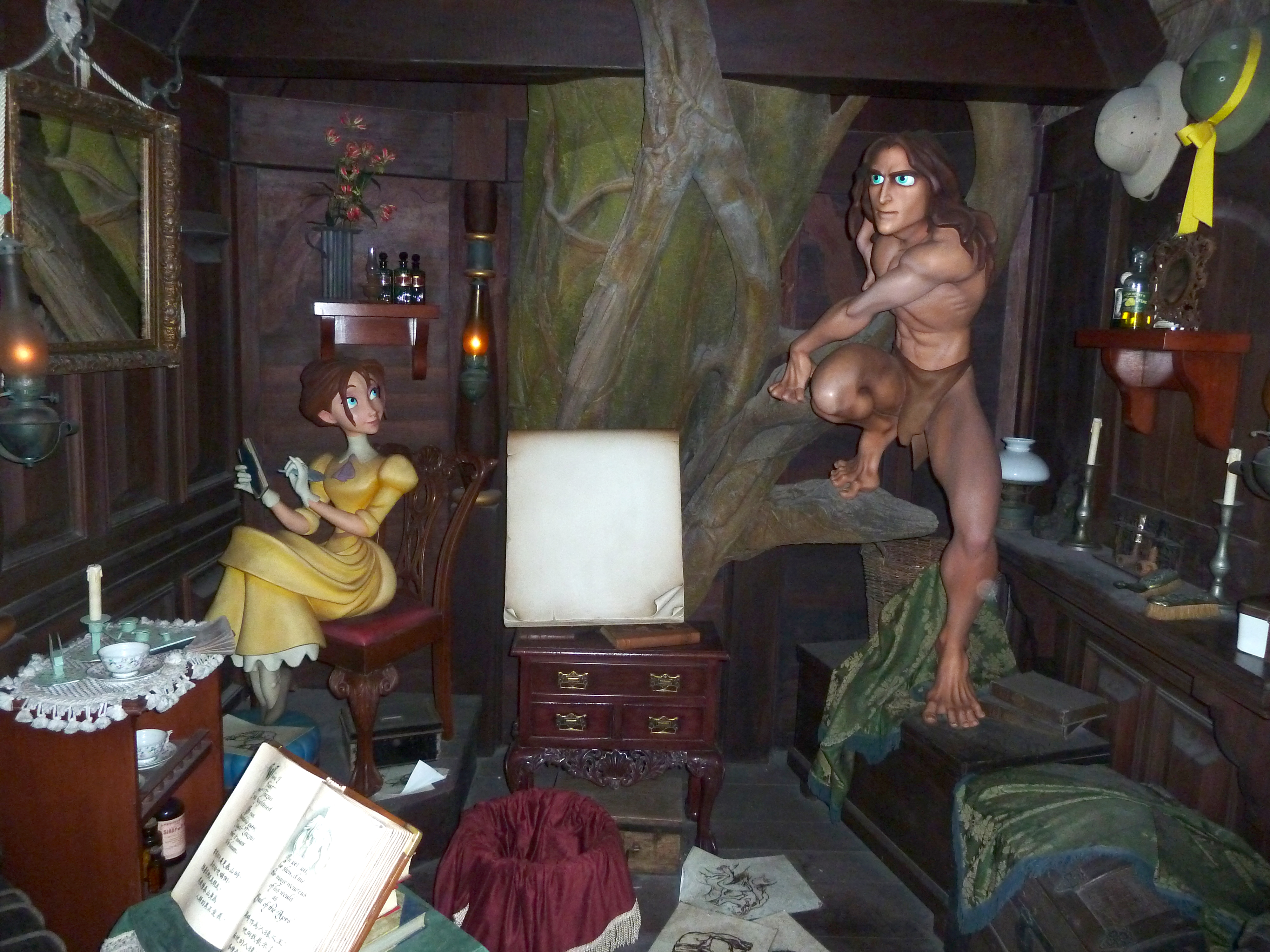
Statue di Jane Porter (sinistra) e Tarzan (destra) al Hong Kong Disneyland

- Tarzan: è il protagonista della storia, figlio di una coppia di lord britannici, allevato e cresciuto da un branco di gorilla. È un uomo giovane, estremamente coraggioso, leale, onorevole, giocoso, amichevole e curioso, ma del tutto ignaro del mondo e del progresso. Avendo vissuto sempre e solo con i gorilla, non sa leggere, scrivere e nemmeno parlare, ma tuttavia conosce il linguaggio delle scimmie e la giungla a menadito. Ha un buon senso dell'olfatto e dell'udito, ed è incredibilmente agile, forte e bravo a costruire e usare semplici strumenti e armi (come una lancia e un lazo). Durante la storia, maturerà e prenderà coscienza dei suoi doveri e dei suoi desideri. Si innamorerà di Jane e, sebbene all'inizio quest'ultima volesse lasciarlo per tornare a Londra con il padre, alla fine riuscirà a conquistarla e a convincerla a restare con lui dopo la morte di Clayton.
- Terk: è una giovane gorilla che agisce come sorella maggiore per Tarzan, protettiva, preoccupata e assolutamente convinta che Tarzan non possa sopravvivere senza di lei. Terk ama dire a Tarzan cosa fare, fino a quando la forza fisica di Tarzan non dimostra che può tenerla in una presa alla testa. Ha gli atteggiamenti un po’ a maschiaccio e a volte è un po' prepotente, ma Tarzan sa che il vero motivo è che Terk tiene a lui, anche se non lo ammette mai volentieri. È inoltre la migliore amica di Tantor, la cui personalità nevrotica spesso frustra la scimmia a non finire, sebbene lo apprezzi davvero come un amico (anche se spesso si approfitta di lui).
- Tantor: è un elefante estremamente apprensivo, pieno di varie fobie, come la paura dei germi e dell'ignoto. Questo lo porta a vivere le sue giornate con molta cautela ed esitazione, e occasionalmente può farlo cadere in attacchi di panico prima di intenerirsi per la paura. Tuttavia è l'amico più fedele e cordiale di Tarzan; tanto che può diventare sorprendentemente audace se i suoi amici si trovano in pericolo e hanno bisogno della sua assistenza.
- Kala: è la madre adottiva di Tarzan. È una gorilla calma, gentile e amorevole. Avendo perso il proprio figlio, vede esso nel piccolo Tarzan, e per questo decide di adottarlo. Sebbene di solito sia gentile e premurosa, Kala è capace di attuare una notevole aggressività quando necessario ed è anche molto coraggiosa, come quando combatte contro il letale leopardo Sabor per proteggere un Tarzan bambino. Grazie all'immenso affetto che prova per Tarzan, è pronta a tutto per difenderlo, ed è anche l'unica a credere fin dal principio in lui.
- Kerchak: è il capo del branco dei gorilla, e compagno di Kala. È grande, potente, molto severo ma in fondo al cuore è anche buono e altruista. Farebbe qualsiasi cosa per proteggere la sua famiglia e a causa di ciò, Kerchak si mostra spesso diffidente, freddo, giudicante e aggressivo nei confronti degli estranei. Per questo motivo, si dimostra inizialmente ostile verso Tarzan, credendolo un pericolo fino a quando Tarzan non cresce. Dopo essere stato ferito mortalmente da Clayton, chiederà perdono a Tarzan per i propri errori e lo accetterà finalmente come proprio figlio, affidandogli anche la sorte del branco dei gorilla, per poi morire sotto lo sguardo di Tarzan e di tutti i membri della sua famiglia.
- Jane Porter: è una ragazza dell'alta borghesia britannica, piuttosto eccentrica e spontanea, ma anche coraggiosa e gentile. A causa di ciò si caccia spesso nei guai venendo salvata da Tarzan. Nel complesso, Jane è comunque intelligente e molto dotata nelle sue capacità di zoologa e artista; più volte dimostra di avere una grande ammirazione e un profondo rispetto verso gli animali e la giungla, oltre a sostenere la teoria del padre che i gorilla sono socievoli e non selvaggi, e in grado di fare ritratti e disegni di animali in maniera accurata e dettagliata. Sebbene lavori principalmente da un riferimento, il suo primo schizzo di Tarzan è stato fatto esclusivamente basandosi sulla propria memoria, esemplificando ulteriormente il suo talento. Si innamorerà di Tarzan, decidendo infine di vivere insieme a lui in Africa. È orfana di madre, ma ha ancora il padre, con cui condivide il lavoro oltre ad esserne molto legata.
- Prof. Archimedes Q. Porter: è il padre vedovo di Jane, un anziano, colto ed apprezzato primatologo britannico. È un uomo eccentrico ed estroverso ma tanto ben intenzionato che ama moltissimo sua figlia e desidera solo vederla felice. Fin dal loro incontro, sebbene sia diverso, dimostrerà subito un grande affetto e una grande ammirazione per Tarzan. Resterà anche lui in Africa con la figlia e Tarzan.
- Clayton: è l'antagonista principale del film. È un cacciatore inglese che viene assunto come guida dai Porter. È intrepido, intelligente e garbato, ma anche dal grilletto facile, arrogante, irascibile e sinistro, sebbene non mostri mai alcun segno di codardia. In principio finge di essere buono e si dimostra gentile con Tarzan. La sua arma preferita è una doppietta, ma dimostra di cavarsela bene anche con armi da taglio quali macheti e coltelli da caccia. Alla fine rivela la sua indole malefica, imprigionando i Gorilla per venderli al mercato nero. Uccide Kerchak, mentre quest'ultimo cerca di aiutare Tarzan. Nello scontro finale con Tarzan, accecato dall'ira dopo che Tarzan riduce il suo fucile in frantumi e lo blocca con delle liane, taglia tutte le piante tranne quella che ha intorno al collo e muore impiccato, nonostante Tarzan avesse tentato di avvertirlo.
- Sabor: antagonista secondaria. È una femmina di leopardo misteriosa, furtiva, aggressiva e potente. È responsabile della morte sia del figlio di Kerchak e Kala che dei genitori di Tarzan e tenterà di ucciderlo da neonato, da bambino nel midquel Tarzan 2 e infine da adulto. È l'unico personaggio animale nel film (a parte i babbuini) che non parla mai, comunicando invece con ringhi e ruggiti. Eccezionalmente spietata e mortale in battaglia, è una minaccia anche per i gorilla adulti, come Kerchak: nell'ultimo duello infatti ha la meglio su di lui. Tuttavia Tarzan, armato di lancia, la affronta per il bene del capobranco e della sua famiglia. Viene sconfitta e uccisa dall'uomo-scimmia dopo un combattimento molto duro e violento.
- I babbuini: antagonisti terziari, poi antieroi del film. Parenti di un scimmietta birichina, sono territoriali e suscettibili, e attaccano Jane e Tarzan nel loro primo incontro. Verso la fine del film, diventano appunto antieroi aiutando Tarzan e i suoi amici animali contro gli uomini di Clayton. Il loro capo è riconoscibile per i colori rosso e blu del muso, simili a quelli dei mandrilli.
- I marinai bracconieri: inizialmente lavoravano come una squadra per il capitano della nave di Jane e Porter, ma dopo ammutinano la nave per ordine di Clayton. Il loro obiettivo è quello di catturare e portare i gorilla parenti di Tarzan a Londra per venderli al mercato nero, ma, nello scontro finale, vengono alla fine scacciati da Tarzan e gli altri animali della sua giungla.
- Flynt e Mungo: due giovani gorilla amici di Terk.
- I genitori di Tarzan: una coppia di britannici che sopravvivono ad un naufragio insieme al loro bambino e costruiscono una casa sull'albero con i resti della nave per proteggersi dai pericoli della giungla, ma sfortunatamente, vengono uccisi dal leopardo Sabor. Tarzan rivedrà la casa sull'albero molti anni dopo e, grazie ad una vecchia foto, potrà vedere i volti dei suoi genitori. Dopo che Jane deciderà di rimanere nella giungla con Tarzan, come verrà mostrato nella serie televisiva, i due andranno a vivere insieme proprio nella casa sull'albero.
- Il capitano della nave: è il capitano del cargo inglese che recupera i Porter. Archimedes Porter, che decide di rimanere nella giungla con Jane e Tarzan, gli chiede di riferire in Inghilterra di non averli mai trovati.

## Colonna sonora
In questo lungometraggio Disney i personaggi non cantano (tranne Kala, che canta brevemente una ninna nanna diegetica all'inizio di You'll Be in My Heart). Il compositore della colonna sonora, Phil Collins, riferisce: «È stata una mia idea: all'inizio alla Disney erano dubbiosi, poi l'hanno accolta come una ventata d'aria fresca»; tuttavia: «All'inizio, non sapevo neanche che avrei cantato. Ma, dopo avere ascoltato i miei demo, i due registi, Kevin Lima e Chris Buck, hanno deciso che le mie canzoni e la mia voce sarebbero diventate il filo conduttore». Per l'occasione il noto musicista ha cantato non solo in inglese, sua lingua madre, ma anche in italiano, francese, tedesco, e spagnolo. Questo fatto è insolito per la ragione che le canzoni sono l'espressione dei pensieri del protagonista, e pertanto non si voleva che l'atmosfera fosse rovinata da un doppiaggio inaccurato: «Quelli della Disney mi hanno fatto vedere un cartone animato di Hercules in varie lingue e mi hanno detto: - "Lo vedi il problema?". Anche se non avevo mai provato prima, ho accettato». Alle prese con le varie lingue Collins poi dichiara: «l'italiano è la più facile, è fatto per cantare. L'importante è la pronuncia: se non sei chiaro i bambini non capiscono.»

## Distribuzione

### Versione italiana
La direzione del doppiaggio e i dialoghi italiani sono a cura di Francesco Vairano, con la supervisione artistica di Roberto Morville e l'assistenza al doppiaggio di Roberta Schiavon, per conto della C.V.D. La sonorizzazione, invece, venne affidata alla International Recording spa. I testi italiani delle canzoni e la direzione musicale furono affidati a Michele Centonze.

### Edizioni home video
In Italia il film ha debuttato nei cinema nel dicembre 1999. In seguito è stato pubblicato in VHS e DVD nel settembre 2000 e poi nel maggio 2005 in una versione restaurata. Le edizioni del novembre 2009 e, successivamente, novembre 2015 (insieme agli altri classici all'interno della collana Disney: I Classici) sono state pubblicate in DVD e Blu-ray.

## Accoglienza

### Incassi
Tarzan ha incassato 171.091.819 dollari nel Nord America e 277.100.000 dollari in altri territori, per un totale complessivo di 448.191.819 dollari, divenendo il quinto classico Disney con il maggiore incasso di sempre (è sceso al quinto posto dopo l'uscita di Rapunzel - L'intreccio della torre che è arrivato al secondo posto e dopo Ralph Spaccatutto che è arrivato al quarto). Tuttora è il decimo maggior incasso di sempre, dopo Frozen - Il regno di ghiaccio, Big Hero 6, Zootropolis e Oceania.
Sui media domestici, il film è stato il film di maggior successo del 2000 con un fatturato al dettaglio di $ 268 milioni.

### Critica
Su Rotten Tomatoes, il film detiene un indice di gradimento del 90% con un voto medio di 7,6/10, basato su 158 recensioni. Stando al consenso della critica, «Tarzan della Disney porta la famosa storia a un nuovo livello con animazioni vivaci, un ritmo sostenuto e alcune scene d'azione emozionanti». Metacritic ha calcolato un punteggio medio di 79/100 sulla base di 27 recensioni, indicate come "generalmente favorevoli".
Roger Ebert ha dato al film il suo punteggio più alto (quattro stelle), e lo ha descritto come «un altro tentativo della Disney di spingere il limite dell'animazione», con scene che «si muovono attraverso lo spazio con una libertà impensata nei vecchi film d'animazione e irraggiungibili da qualsiasi processo live-action». Assegnando al film tre stelle, James Berardinelli ha scritto: «Da un punto di vista puramente visivo, questo può essere il più impressionante di tutti i film animati tradizionalmente della Disney. Gli sfondi sono lussureggianti, i personaggi sono ben realizzati e le sequenze d'azione sono vertiginose, con frequenti cambi di prospettiva e angolazione della telecamera. Nessun film d'animazione convenzionale è stato così ambizioso prima». Desson Howe, scrivendo per il Washington Post, ha affermato che il film «non è al livello di Aladdin, Il re leone e La sirenetta, ma è facilmente al di sopra dei ranghi di Hercules e Pocahontas».

## Riconoscimenti
- 2000 - Premio Oscar
  - Migliore canzone (You'll Be in My Heart) a Phil Collins
- 2000 - Golden Globe
  - Migliore canzone originale (You'll Be in My Heart) a Phil Collins
- 2000 - Saturn Award
  - Candidatura al miglior film fantasy
- 1999 - Annie Award
  - Candidatura al miglior film d'animazione
- 2000 - ASCAP Award
  - Top Box Office Films a Phil Collins
  - Most Performed Songs from Motion Pictures a Phil Collins (You'll Be in My Heart)
- 2000 - BMI Film & TV Award
  - BMI Film Music Award a Mark Mancina
- 2000 - Casting Society of America
  - Miglior casting per il doppiaggio in un film d'animazione a Ruth Lambert
- 2000 - Grammy Award
  - Miglior album di una colonna sonora a Phil Collins e Mark Mancina
  - Candidatura alla migliore canzone scritta per il cinema, la televisione o un altro media (You'll Be in My Heart) a Phil Collins
- 2000 - Nickelodeon Kids' Choice Awards
  - Miglior voce di un film d'animazione a Rosie O'Donnell
  - Candidatura alla migliore canzone originale di un film (Two Worlds) a Phil Collins
- 2000 - Sierra Award
  - Candidatura al miglior film d'animazione a Chris Buck e Kevin Lima
  - Candidatura alla migliore canzone originale (You'll Be in My Heart) a Phil Collins
- 2000 - Satellite Award
  - Candidatura Miglior film d'animazione o a tecnica mista a Kevin Lima e Chris Buck
- 2000 - Young Artist Award
  - Candidatura alla migliore voce fuori campo - Giovane artista a Alex D. Linz
  - Candidatura al miglior film d'animazione per famiglie

## Sequel e Midquel
- La leggenda di Tarzan - serie televisiva che funge da sequel.
- Tarzan 2- film del 2005, midquel del film, che segue Tarzan da giovane mentre cerca di farsi accettare dal suo branco.
- Tarzan & Jane - uscito nel 2002, è in realtà un collage dei tre episodi finale della serie.

## Altri media
- Sono usciti diversi videogiochi basati sul film e suoi suoi personaggi:
  - Tarzan - videogioco del 1999 basato sul film.
  - Tarzan Jungle Tumble e Terk & Tantor Power Lunch (1999) all'interno della serie di casual game Disney Hot Shots per Windows.
  - Disney's Tarzan Untamed (2001) per GameCube e PlayStation 2.
  - Tarzan: Return to the Jungle (2002) per Game Boy Advance.
  - Un mondo tratto dal film, "Giungla Profonda", appare in Kingdom Hearts.
- Tantor è praticamente l'unico personaggio del film ad apparire spesso nella serie House of Mouse - Il Topoclub.
- Nel ottobre 2023 è stato rivelato che è possibile realizzare un adattamento live- action del film.
- I personaggi del film compaiono inoltre nel cortometraggio del 2023 Once Upon a Studio.